# HŽ serija 2141
HŽ serija 2141 (ex-JŽ 743) bila je prototipska dizelska lokomotiva koju je izgradila tvornica Đuro Đaković, a bila je dio voznog parka Hrvatskih željeznica, kasnije je prodana. Pretežno je namijenjena za vuču teretnih vlakova, iako može vuči i putničke.
Lokomotiva ima dva dvoosovinska okretna postolja i upravljačnicu u sredini. Osovinski raspored lokomotive je B'B'. U nju je ugrađen prebacivač za teretnu vuču s najvećom brzinom od 80 km/h i za putničku vuču najvećom brzinom od 123 km/h. Pogoni je dizelski motor snage 1177 kW. Prijenos snage je hidraulični. 

## Tehničke karakteristike
- Graditelj: Đuro Đaković
- Godina proizvodnje: 1977.
- Osovinski raspored: B'B'
- Motor: SACM MGO V12 BZSHR
- Vrsta prijenosa snage: hidraulični
- Instalirana snaga: 1177 kW
- Najveća vozna brzina:
  - teretni vlakovi: 80 km/h
  - putnički vlakovi: 120 km/h
- Najveće osovinsko opterećenje: 17 t/os
- Duljina preko odbojnika: 15340 mm
- Najveća širina: 3180 mm
- Ukupna masa sa zalihama: 68 t